# Municipio de Pine (condado de Lycoming)
El municipio de Pine  (en inglés: Pine Township) es un municipio ubicado en el condado de Lycoming en el estado estadounidense de Pensilvania. En el año 2000 tenía una población de 329 habitantes y una densidad poblacional de 1.7 personas por km².

## Geografía
El municipio de Pine se encuentra ubicado en las coordenadas 41°27′50″N 77°17′39″O / 41.46389, -77.29417.

## Demografía
Según la Oficina del Censo en 2000 los ingresos medios por hogar en la localidad eran de $34,886 y los ingresos medios por familia eran $36,111. Los hombres tenían unos ingresos medios de $30,833 frente a los $18,750 para las mujeres. La renta per cápita para la localidad era de $16,938. Alrededor del 4,0% de la población estaban por debajo del umbral de pobreza.